# Договор аренды
Договор аренды (Договор имущественного найма) — это гражданско-правовой договор аренды, заключаемый между владельцем имущества и лицом, желающим временно распоряжаться имуществом (или временно распоряжаться и владеть). Является возмездным, взаимным и консенсуальным договором. Владелец имущества, сдающий его в аренду, называется арендодателем (наймодателем), а лицо, берущее это имущество в аренду, называется арендатором (нанимателем). Обычно в договоре указываются стороны, состав и стоимость имущества, обязанности арендатора по распоряжению имуществом, срок аренды, размер арендной платы за этот срок, а также её порядок, условия и сроки внесения. Плоды, продукция и доходы, полученные арендатором за этот срок в результате распоряжения имуществом, считаются его собственностью, если договором не предусмотрено иное. Договор аренды сохраняется в случае перехода права собственности, а также в случае смерти арендатора (тогда права и обязанности переходят к наследнику). В договоре аренды должны быть указаны сведения, позволяющие идентифицировать имущество, сдаваемое в аренду, в противном случае он считается не согласованным сторонами.

## Форма договора
Договор аренды в Российской Федерации должен быть заключён в письменной форме, если он заключён на срок более одного года и если хотя бы одной из сторон договора является юридическое лицо, независимо от срока договора. Договор аренды недвижимого имущества на срок более одного года подлежит государственной регистрации (регистрация договора осуществляется в соответствующем территориальном органе Федеральной регистрационной службы).

## Стороны договора
- Арендодатель (лессор) — физическое или юридическое лицо, которое предоставляет имущество арендатору за плату во временное пользование и владение. Сдавать в аренду имущество может только его собственник или лицо, уполномоченное на это собственником либо законом. Арендодателями государственного имущества выступают специально уполномоченные органы, либо юридические лица, за которым закреплено право хозяйственного владения или оперативного управления имуществом[4].
- Арендатор (лесси, посессор, рентер, тенант) — физическое или юридическое лицо, заключившее договор аренды и оплачивающее пользование и владение или пользование предоставленным имуществом арендодателю. К арендатору гражданское законодательство не предусматривает каких-либо требований и ограничений (за исключением гражданской дееспособности, как и к иным субъектам гражданско-правовых отношений).

## Сроки договора
По законам РФ срок договора аренды устанавливается соглашением сторон и фиксируется в договоре. Если же срок в договоре не определён, то такой договор считается заключённым на неопределённый срок. Такой случай позволяет сторонам договора в любое время отказаться от его исполнения, но заранее предупредив об этом другую сторону
за один месяц, а при аренде недвижимого имущества за три месяца.
- Бессрочный: срок договора не определён соглашением сторон
- Долгосрочный: 5-49 лет
- Среднесрочный: 1-5 лет
- Краткосрочный: до 1 года